# Olympische Sommerspiele 2016/Teilnehmer (Gabun)
| Gelbes Symbol für Goldmedaillen mit stilisierten Olympischen Ringen | Graues Symbol für Silbermedaillen mit stilisierten Olympischen Ringen | Braundes Symbol für Bronzemedaillen mit stilisierten Olympischen Ringen |
| ------------------------------------------------------------------- | --------------------------------------------------------------------- | ----------------------------------------------------------------------- |
| —                                                                   | —                                                                     | —                                                                       |

Gabun nahm in Rio de Janeiro an den Olympischen Spielen 2016 teil. Es war die insgesamt zehnte Teilnahme an Olympischen Sommerspielen.

## Teilnehmer nach Sportarten

### Leichtathletik
Laufen und Gehen
| Athleten            | Wettbewerb | Vorlauf | Vorlauf | Halbfinale    | Halbfinale    | Finale        | Finale        | Rang |
| Athleten            | Wettbewerb | Zeit    | Rang    | Zeit          | Rang          | Zeit          | Rang          | Rang |
| ------------------- | ---------- | ------- | ------- | ------------- | ------------- | ------------- | ------------- | ---- |
| Frauen              |            |         |         |               |               |               |               |      |
| Ruddy Zang Milama   | 100 m      | 11,67 s | 47      | ausgeschieden | ausgeschieden | ausgeschieden | ausgeschieden | 47   |
| Männer              |            |         |         |               |               |               |               |      |
| Wilfried Bingangoye | 100 m      | 11,03 s | 73      | ausgeschieden | ausgeschieden | ausgeschieden | ausgeschieden | 73   |

### Judo
| Athleten            | Wettbewerb | 1. Runde     | 1. Runde    | 2. Runde  | 2. Runde    | Viertelfinale | Viertelfinale | Halbfinale / Trostrunde | Halbfinale / Trostrunde | Finale / Platz 3 | Finale / Platz 3 | Rang |
| Athleten            | Wettbewerb | Gegner       | Ergebnis    | Gegner    | Ergebnis    | Gegner        | Ergebnis      | Gegner                  | Ergebnis                | Gegner           | Ergebnis         | Rang |
| ------------------- | ---------- | ------------ | ----------- | --------- | ----------- | ------------- | ------------- | ----------------------- | ----------------------- | ---------------- | ---------------- | ---- |
| Frauen              |            |              |             |           |             |               |               |                         |                         |                  |                  |      |
| Sarah Myriam Mazouz | bis 78 kg  | Freilos      | Freilos     | N. Powell | 000s2:100s1 | ausgeschieden | ausgeschieden | ausgeschieden           | ausgeschieden           | ausgeschieden    | ausgeschieden    | 9    |
| Männer              |            |              |             |           |             |               |               |                         |                         |                  |                  |      |
| Paul Kibikai        | bis 81 kg  | H. Al-Aameri | 000s1:000s2 | T. Nagase | 100s0:00s1  | ausgeschieden | ausgeschieden | ausgeschieden           | ausgeschieden           | ausgeschieden    | ausgeschieden    | 9    |

### Schwimmen
| Athleten         | Wettbewerb    | Vorlauf | Vorlauf | Halbfinale    | Halbfinale    | Finale        | Finale        | Rang |
| Athleten         | Wettbewerb    | Zeit    | Rang    | Zeit          | Rang          | Zeit          | Rang          | Rang |
| ---------------- | ------------- | ------- | ------- | ------------- | ------------- | ------------- | ------------- | ---- |
| Männer           |               |         |         |               |               |               |               |      |
| Maël Ambonguilat | 50 m Freistil | 27,21 s | 75      | ausgeschieden | ausgeschieden | ausgeschieden | ausgeschieden | 75   |

### Taekwondo
| Athleten      | Wettbewerb        | Achtelfinale | Achtelfinale | Viertelfinale | Viertelfinale | Halbfinale    | Halbfinale    | Hoffnungsrunde Halbfinale | Hoffnungsrunde Halbfinale | Hoffnungsrunde Finale | Hoffnungsrunde Finale | Finale        | Finale        | Rang          |
| Athleten      | Wettbewerb        | Gegner       | Ergebnis     | Gegner        | Ergebnis      | Gegner        | Ergebnis      | Gegner                    | Ergebnis                  | Gegner                | Ergebnis              | Gegner        | Ergebnis      | Rang          |
| ------------- | ----------------- | ------------ | ------------ | ------------- | ------------- | ------------- | ------------- | ------------------------- | ------------------------- | --------------------- | --------------------- | ------------- | ------------- | ------------- |
| Männer        |                   |              |              |               |               |               |               |                           |                           |                       |                       |               |               |               |
| Anthony Obame | Klasse über 80 kg | Mahama Cho   | 6:12         | ausgeschieden | ausgeschieden | ausgeschieden | ausgeschieden | ausgeschieden             | ausgeschieden             | ausgeschieden         | ausgeschieden         | ausgeschieden | ausgeschieden | ausgeschieden |